# German Open 1961
Die German Open 1961 im Badminton (auch Internationale Meisterschaften von Deutschland genannt) fanden am 4. und 5. März 1961 in der Bonner Hans-Riegel-Halle statt. Es war die 7. Auflage des Turniers.

## Sieger und Platzierte
| Disziplin    | Gold                       | Silber                         | Bronze                                     |
| ------------ | -------------------------- | ------------------------------ | ------------------------------------------ |
| Herreneinzel | Ferry Sonneville           | Lee Kin Tat                    | Oon Chong Teik                             |
| Herreneinzel | Ferry Sonneville           | Lee Kin Tat                    | Tony Jordan                                |
| Dameneinzel  | Judy Hashman               | Sonia Cox                      | Inger Kjærgaard                            |
| Dameneinzel  | Judy Hashman               | Sonia Cox                      | Lore Hawig                                 |
| Herrendoppel | Hugh Findlay Tony Jordan   | Yeoh Kean Hua Oon Chong Teik   | Charoen Wattanasin Jimmy Lim               |
| Herrendoppel | Hugh Findlay Tony Jordan   | Yeoh Kean Hua Oon Chong Teik   | Göran Wahlqvist Olle Oswald                |
| Damendoppel  | Judy Hashman Sonia Cox     | Hannelore Schmidt Irmgard Latz | Yvonne Theresia Sonneville Inger Kjærgaard |
| Damendoppel  | Judy Hashman Sonia Cox     | Hannelore Schmidt Irmgard Latz | Hanne Andersen Bitten Nielsen              |
| Mixed        | Yeoh Kean Hua Judy Hashman | Oon Chong Teik Sonia Cox       | Benny Andersen Hanne Andersen              |
| Mixed        | Yeoh Kean Hua Judy Hashman | Oon Chong Teik Sonia Cox       | Göran Wahlqvist Inger Kjærgaard            |

## Finalergebnisse
| Disziplin    | Sieger                     | Finalist                       | Ergebnis     |
| ------------ | -------------------------- | ------------------------------ | ------------ |
| Herreneinzel | Ferry Sonneville           | Lee Kin Tat                    | 15-9, 15-1   |
| Dameneinzel  | Judy Hashman               | Sonia Cox                      | 11-1, 11-3   |
| Herrendoppel | Hugh Findlay Tony Jordan   | Yeoh Kean Hua Oon Chong Teik   | 15-4, 15-2   |
| Damendoppel  | Judy Hashman Sonia Cox     | Hannelore Schmidt Irmgard Latz | 15-5, 15-6   |
| Mixed        | Yeoh Kean Hua Judy Hashman | Oon Chong Teik Sonia Cox       | 15-11, 15-12 |

## Referenzen
- Badminton-Sport 9 (1961)
- https://www.german-open-badminton.de
- Passauer Neue Presse, 7. März 1961, S. 5